# Língua moru
Moru é uma língua sudanesa central falada no Sudão do Sul pelo povo Moru

## Dialetos
Seus dialetos são Andri, ’Bali’ba, Kadiro, Lakama’d)i, Miza, Moruwa’di.

### Dialeto Wa'di
O dialeto Wa'di é falado por cerca de 400 pessoas nos condados de Mundri Oestede e Mundri Leste.

## Uso
A língua Moru tem sido mantida através do uso na igreja, particularmente a Igreja Episcopal do Sudão (ECS). Uma série de edições do Livro de Oração (Buku Mätu Ro) e o Livro de Hinos (Buku Loŋgo ro) foram publicada ao longo dos anos.
A obra básica Moru 'Kito Lusi ro Luka ser' foi publicada pela primeira vez em 1953 e reimpressa muitas vezes desde então.  É utilizado em escolas e centros acadêmicos. Uma forma do alfabeto latino de alfabetização para adultos ('Buzevosite')  foi desenvolvido década de 1970 e publicado pela New Day Publishers em Juba - Buzevosite. Essa publicação tem um forte compromisso com o cristianismo do povo Moru.
O Novo Testamento e os Salmos (Taobaro To'di) foi publicado pela primeira vez em 1951. A Bíblia Moru completa, 'Baibolo Alokado', com o Antigo e Novo Testamentos foi publicado pela Sociedade Bíblica do Sudão em 1999.

## Escrita
A forma do alfabeto latino desenvolvida pelos missionários não apresenta as letras Q e X. São 44 "símbolos" que incluem as demais 24 letras tradicionais, letras com diacríticos, duas indicações de tom, um caractere especial e 13 grupos de duas consoantes. 